# 粉叶绣线菊
粉叶绣线菊（学名：Spiraea compsophylla）为蔷薇科绣线菊属下的一个种。

## 扩展阅读
維基物種上的相關：粉叶绣线菊